# تهی‌خار یاغی
تهی‌خار یاغی(نام علمی: Rebellatrix) نام یک سرده از راسته تهی‌خار است.